# Stichopogon marinus
Stichopogon marinus là một loài ruồi trong họ Asilidae. Stichopogon marinus được Efflatoun miêu tả năm 1937. Loài này phân bố ở vùng Cổ Bắc giới.